# 庫托
庫托（Kouto）是西非國家科特迪瓦的城鎮，由薩瓦納區負責管轄，位於該國北部本賈利以北，該鎮以清真寺聞名，農產品有棉花、花生、玉米、甘薯、芒果、腰果等。
9°54′N 6°25′W / 9.900°N 6.417°W